# Francis Awaritefe
Francis Edgar Awaritefe (né le 18 avril 1964 à Londres en Angleterre) est un joueur de football international australien d'origine britannique (mais de parents nigérians), qui évoluait au poste d'attaquant.

## Biographie

### Carrière en club
Francis Awaritefe joue en Angleterre et en Australie.
Il inscrit 19 buts dans le championnat d'Australie lors de la saison 1992-1993, ce qui constitue sa meilleure performance à ce niveau.

### Carrière en sélection
Francis Awaritefe reçoit trois sélections en équipe d'Australie entre 1993 et 1996, inscrivant un but.

## Palmarès
| Barnet - Championnat d'Angleterre D5 : - Vice-champion : 1987-88. |  | Melbourne Knights - Championnat d'Australie : - Vice-champion : 1990-91 et 1991-92. |

| South Melbourne - Championnat d'Australie : - Meilleur buteur : 1992-93 (19 buts). |  | Marconi Stallions - Championnat d'Australie (1) : - Champion : 1995-96. - Coupe d'Australie (1) : - Vainqueur : 1996-97. |